# 15001 Fuzhou
15001 Fuzhou eller 1997 WD30 är en asteroid i huvudbältet som upptäcktes den 21 november 1997 av Beijing Schmidt CCD Asteroid Program vid Xinglong-observatoriet. Den är uppkallad efter kinesiska staden Fuzhou.
Asteroiden har en diameter på ungefär 8 kilometer och den tillhör asteroidgruppen Eos.